# Parafia Męczeństwa Św. Jana Chrzciciela w Łaziskach Górnych
Parafia Męczeństwa św. Jana Chrzciciela – rzymskokatolicka parafia znajdująca się w Łaziskach Górnych, w dzielnicy Łaziska Średnie. Parafia należy do archidiecezji katowickiej i dekanatu Łaziska. Powstała 1 września 1932 roku.